# Земчићи
Земчићи (пољ. Ziemczycy, Siemczyce; рус. Земчичи, Семчичи) су били западнословенско племе, део племенског савеза Љутића. Живели су око средњег тока реке Лабе, на северозападу данашње немачке државе Бранденбург. Нејасно је да ли су племена Замчићи и Земчићи били два посебна племена или једно, чије је име у различитим изворима другачије записано.